# Tamriel
Tamriel er et fiktivt kontinent på planeten Nirn i spilserien The Elder Scrolls og det eneste kontinent, der bliver besøgt i spillene, selv om man kender til adskillige andre landmasser såsom Akavir, Yokuda, Atmora, Pyandonea m.fl. Ordet "Tamri-el" kommer af det gamle elversprog og betyder "morgenens skønhed", men kontinentet er også kendt under andre navne, såsom "Arenaen". Tamriel er klassisk inddelt i ni provinser, der hver har et dominerende folkeslag:

## Cyrodiil
Cyrodiil, også kaldet den Røde Diamant, Moderlandet eller de Sønderrevne Kongers Trone ligger i midten af Tamriel, og er hjemsted for de kosmopolitiske cyrodiler, også kaldet "de kejserlige" (engelsk: Imperials). Cyrodiils beliggenhed har gjort provinsen til Tamriels politiske, økonomiske og kulturelle centrum og hjemsted for adskillige storriger, senest det Tredje Tamrieliske Rige (eller bare Imperiet), der blev grundlagt af kejser Tiber Septim i slutningen af den anden alder. Cyrodiil fremstilles som en mestendels tempereret klima, der grænser til subtropisk mod vest og syd, men andre kilder beskriver provinsen som helt eller delvist dækket af frodig regnskov. Denne selvmodsigelse findes der flere forklaringer på, mange af dem af en religiøs eller metafysisk karakter.
Klassisk opdeles Cyrodiil i to regioner; mod vest ligger højlandet Colovien, hvis befolkning har mange kulturelle fællestræk med norderne i Skyrim og ofte er at finde i de kejserlige legioner, og mod øst ligger Nibenay omkring den mægtige Niben-flod. Nibeneserne har ry for at være mere kultiverede og diplomatisk anlagte med en stærk religiøs mysticisme. Mellem disse to regioner ligger Rumare-søen, i hvis midte Kejserbyen (engelsk: the Imperial City), både Cyrodiils og Tamriels hovedstad, befinder sig.
Cyrodiil har en lang, omskiftelig og til tider blodig historie. Den første civilisation i provinsen var ayleiderne (også kendt som "vildelverne" eller "saliache"), der var udvandrere fra Sensommerøerne. Ayleiderne holdt en stor mængde menneskeslaver, navnlig neder, der tilhørte den oprindelige menneskebefolkning i Tamriel. I den første alder gjorde menneskene oprør under ledelse af slavedronningen Alessia, hvorefter det Første (eller Alessiske) Rige blev oprettet, og en ny statsreligion blev indført som et kompromis mellem menneskenes og elvernes forskellige trosretninger; otte guder, Akatosh, Mara, Kynareth, Julianos, Stendarr, Dibella, Arkay og Zenithar, blev nu tilbedt. Den fredelige sameksistens varede dog ikke længe, da den fundamentalistiske Alessiske Orden under ledelse af profeten Marukh etablerede et teokratisk, monoteistisk styre, der forfulgte ethvert levn af elverkultur i provinsen.
Den Alessiske Orden kollapsede i slutningen af den første alder, og med den det Første Rige. Efter flere århundreders kaos invaderedes Tamriel af invasionshære fra det østlige kontinent Akavir, og midt i alt dette dukkede halvguden Reman, også kaldet Reman Cyrodiil, op og allierede sig med akavirerne, hvorefter han forenede ikke blot Cyrodiil, men også store dele af Tamriel (med undtagelse af Morrowind) under det Andet Rige. Hans dynasti regerede frem til 1A 2920, hvor den sidste kejser blev myrdet på den akaviriske førsteminister Versidue-Shaies ordre. Versidue-Shaie og hans efterfølgere regerede som "potentater" frem til midten af den anden alder, hvor deres rige kollapsede, hvilket markede starten på det blodige Interregnum.
Interregnum-perioden sluttede, da Tiber Septim forenede Cyrodiil igen og, efter en blodig række af erobringskrige, hvor den mægtige - og meget farlige - golem Numidium blev brugt til at knække de sidste rester af modstand, etablerede det Tredje Rige, den første stat, der har kontrolleret samtlige af kontinentets ni provinser. Som centrum i dette rige har Cyrodiil nydt stor velstand og økonomisk fremgang, ofte på bekostning af de andre provinser.
The Elder Scrolls IV: Oblivion udspiller sig hovedsageligt i provinsen Cyrodiil.

### Kejserbyen
Kejserbyen er centrum for det Tamrieliske Rige og den største by på kontinentet, og desuden en af de ældste. Byen ligger på en ø midt i Rumare-søen, hvorfra en bro udgør forbindelsen til fastlandet. I midten af byen ligger Hvidguldtårnet, der blev bygget for adskillige tusinde år siden af ayleiderne. Tårnet er både mødested for Ældsterådet, den vigtigste statslige institution i imperiet, og agerer samtidig kejserligt palads. I de grønne områder rundt om tårnet er de vigtigste kejsere og andre prominente personer begravet, og den nuværende kejser spørger ofte sine forgængere til råds ved hjælp af magi.
Rundt om tårnet og paladset ligger seks distrikter i en cirkel; Talospladsen (opkaldt efter guden af samme navn) ligger ud til byens vestport; dernæst kommer Elverhaverne, et beboelsesområde, Markedsdistriket, hvor mange af byens handelsmænd kan findes, Arenaen (en gammel brød og skuespil-institution), Arboretet (en slags botanisk have) og den Enes Tempel (eller bare Templet), et af de få tilbageværende steder, hvor den monoteistiske marukhatisme praktiseres i en eller anden udgave. Templet er også meget vigtigt for kroningsritualet, da det er her, den nye kejser traditionelt genantænder Drageilden, der opretholder barrieren mellem den dødelige verden (Mundus) og Oblivion.
Uden for selve byen ligger yderligere tre distrikter: havnefronten, hvor byens fattigste indbyggere befinder sig, og hvor handelsskibe fra hele verden lægger til med eksotiske varer, det Kejserlige Fængsel, efter sigende et af de sikreste fængsler i verden (og stedet, hvor Oblivion begynder), og endelig det Arkane Universitet, en gammel magisk institution og hovedkvarter for Magikerlauget (engelsk: Mages' Guild).

### Anvil
Anvil er en stor havneby på Guldkysten i det allervestligste Cyrodiil og hovedby i grevskabet af samme navn. Byen nyder godt af sin beliggenhed ved det Abecæiske Hav med de deraf følgende handelsforbindelser med rødvagterne, bretonerne, skovelverne og højelverne. Anvil har tætte kulturelle forbindelser med Hammerfell, hvilket bl.a. ses i byens arkitektur. Byens tempel er tilegnet skønhedsgudinden Dibella. I Oblivion (dvs. 3A 433) regeres byen af grevinde Milona Umbranox.
Anvil er også kendt for at være kong Bendu Olos fødeby, der i den Første Alder førte en enorm flåde, der blev dannet af alle Tamriels folkeslag, mod Sloaderne fra Thras som hævn for den frygtelige pest, de havde nedkaldt over kontinentet.

### Kvatch
Kvatch ligger omtrent midt i det coloviske højland i grevskabet af samme navn. Byen ligger på et højdedrag, som en lang vej snoer sig op ad mod byporten. Byens tempel er tilegnet tids- og overguden Akatosh. Kvatch spiller en stor rolle i Oblivion som hjemsted for den afdøde kejser Uriel 7.s sidste søn, Martin, der er den eneste, der kan opretholde barrieren mellem Mundus og Oblivion. Af den grund er byen et af de første mål for Daedra-fyrsten Mehrunes Dagons invasionshære fra Oblivion, der belejrer byen og brænder den ned. Teknisk set regeres byen i Oblivion af grev Ormellius Goldwine, men han slås kort tid efter spillets start ihjel af de daedriske horder.

### Skingrad
Skingrad er en stor by i det østlige Colovien, der er kendt for sine landbrugsprodukter, navnlig lokale vine og oste samt sin tomatproduktion. Byens arkitektur er præget af tykke stenmure og tårne med høje spir. I Oblivion regeres byen af grev Janus Hassildor. Byens har et tempel til Julianos, guden for magi, visdom og logik.

### Chorrol
Chorrol er en by i den Store Skov vest for Kejserbyen og er hovedby i grevskabet af samme navn. Spilleren bliver sendt til byen som led i den første opgave i Oblivion, hvor de skal aflevere Kongernes Amulet (Chim el-Adabal) til Weynon-prioriet, der ligger lige uden for byen. I Oblivion regeres byen af grevinde Arriana Valga. Byens tempel er tilegnet Stendarr, barmhjertighedsguden.

### Bruma
Bruma ligger i den nordligste ende af Cyrodiil, tæt på grænsen til Skyrim, og har et stærkt nordisk præg. I byens umiddelbare nærhed ligger den Himmelske Herskers Tempel, en fæstning, der er det historiske hovedkvarter for Klingerne, en gammel ridderorden til kejserrigets forsvar. I Oblivion bliver templet hovedkvarter for spilleren, mens de forsøger at standse Mehrunes Dagons invasion af Tamriel, og hen imod spillets slutning udkæmpes et stort slag med hans styrker uden for Bruma. Byen regeres i Oblivion af grevinde Narina Carvain. Det lokale tempel er tilegnet Talos, den guddommelige udgave af det Tredje Riges første kejser, Tiber Septim.

### Cheydinhal
Cheydinhal er en velhavende nibenesisk by tæt ved grænsen til Morrowind, og den østligst beliggende by i Cyrodiil. Dette mærkes gennem den kulturelle påvirkning fra sortelverne, hvilket bl.a. mærkes i byens arkitektur. Cheydinhals sorte heste er kendt for at være de hurtigste i hele Cyrodiil. I Oblivion regeres byen af grev Andel Indarys. Byens tempel er tilegnet Arkay, guden for liv og død.
Cheydinhal er desuden historisk tilknyttet huset Tharn, en nibenesisk adelsfamilie, som Jagar Tharn, hovedskurken i The Elder Scrolls: Arena, tilhørte, men efter Jagars forræderi mistede familien tilsyneladende meget af sin indflydelse.

### Bravil
Bravil er en nibenesisk by beliggende syd for hovedstaden. Byen er den fattigste i hele Cyrodiil, og de fleste huse er bygget af træ. Larsius, en biflod til Niben-floden, flyder gennem byen. I Oblivion regeres byen af grev Regulus Terentius. Byens tempel er tilegnet Mara, kærligheds- og frugtbarhedsgudinden.

### Leyawiin
Leyawiin ligger ved Niben-flodens munding ud til Topalbugten og har derfor en stor strategisk betydning, da den på den måde kontrollerer indsejlingen til Cyrodiils indre farvande. Byen er desuden præget af politisk uro, da Transniben-området omkring byen først for nylig er blevet annekteret af Cyrodiil, hvilket har fordrevet mange lokale khajiit. En guerillabevægelse under navnet Renrijra Krin ("røverens smil" eller "den leende slyngel") kæmper aktivt for at generobre området fra cyrodilerne. I Oblivion regeres byen af grev Marius Caro. Byens tempel er tilegnet handels- og håndværksguden Zenithar.

## Morrowind
Morrowind er en provins i det nordøstlige Tamriel og er hjemsted for elveracen "Dark Elves".
Morrowind består af et kontinentalt fastland og en mindre ø kaldet: "Vvardenfell" som ligger på den anden side af "The Sea Of Ghosts"
Selve fastlandet "Morrowind" er aldrig set i spillet, men "Vvardenfell" er med i The Elder Scrolls III: Morrowind

## Skyrim
Skyrim er den nordligste provins i Tamriel og er hjemsted for menneskeracen "Nord"
Spillet The Elder Scrolls V: Skyrim foregår i Skyrim provinsen.

## High Rock
High Rock er hjemsted til menneske/elveracen "Brenton". Denne provins er delt op i flere forskellige bystater. Den sydlige region af "High Rock" er med i spillet The Elder Scrolls II: Daggerfall

## Hammerfell
Denne provins ligger i den vestlige del af Tamriel og er hjemsted for menneskeracen "Redguard"
Provinsen er kendt for dens ørken, nemlig "The Alik'r Desert".
Hammerfell i sig selv er ikke med i nogen af spillene, men den nordlige region er med i spillet The Elder Scrolls II: Daggerfall

## Summerset Isle
Denne provins er lokaliseret uden for fastlandet. Øen befinder sig i det "Eltheriske Ocean", og er hjemsted for elveracen "Altmer (også kaldet Høj Elvere)"

## Valenwood
Denne provins er kendt for at være dækket af træer. Provinsen er hjemsted for elveracen "Bosmer (også kaldet "Træ Elvere)"

## Elsweyr
Denne provins er kendt for sit subtropiske klima. Denne provins er hjemsted til beastracen "Khajiit"

## Black Marsh
Denne provins er kendt for at være en stor sump. Provinsen er hjemsted for beastracen "Argonian"